# American Top Team
American Top Team (ATT) es uno de los principales equipos de artes marciales mixtas. El gimnasio fue fundado por Dan Lambert, quien incorporó a los exmiembros del Top Team brasileño Marcus "Conan" Silveira, Marcelo Silveira y Ricardo Liborio, pero no existe una afiliación formal entre los dos equipos.. La academia principal de ATT está en Coconut Creek, Florida, y hay academias afiliadas en todo Estados Unidos. ATT presenta luchadores profesionales que han competido en muchas promociones importantes, como Ultimate Fighting Championship (UFC), PRIDE Fighting Championships, DREAM, K-1, Strikeforce, Bellator, Professional Fighters League (PFL) y ONE Championship.
En 2017, ATT también se involucró en la lucha libre profesional, y sus luchadores aparecieron como parte del American Top Team en eventos de Impact Wrestling, Major League Wrestling y All Elite Wrestling.

## Historia
American Top Team remonta su linaje a Carlson Gracie. Fue un influyente instructor de jiu-jitsu brasileño, ya que él y sus alumnos crearon varias técnicas y estrategias innovadoras y favorecieron un estilo de jiu-jitsu que fomentaba la destreza física y la agresividad. También fue un pionero de las MMA, habiendo peleado varios combates de Vale Tudo y creando una de las primeras academias con un programa especializado en MMA. En 2000, después de que desacuerdos y disputas, algunos de su alumnado le dejaron para fundar Equipo Superior brasileño (BTT) en Río de Janeiro, Brasil.
Dan Lambert fundó American Top Team en 2001. Se hizo amigo del instructor de BJJ y luchador de MMA con base en Florida, Marcus "Conan" Silveira, y pronto se unieron a ambos Marcelo Silveira y Ricardo Libório, uno de los cofundadores de Brazilian Top Team. Los tres maestros brasileños eran ex cinturones negros de BTT y Carlson Gracie . Su visión era construir una instalación de entrenamiento de clase mundial donde los luchadores de MMA pudieran recibir todo su entrenamiento bajo un mismo techo, similar al Top Team de Brasil. Aunque compartían fundadores y nombres similares, la ATT no iba a ser la rama estadounidense de la BTT, sino un campo completamente nuevo. Lambert, un hombre de negocios de oficio y entusiasta del jiu-jitsu brasileño, supervisó al American Top Team cuando se convirtió en una de las mejores instalaciones de entrenamiento de MMA y academias de artes marciales del mundo. Con sede en Coconut Creek, Florida, American Top Team ha producido numerosos campeones mundiales de MMA y competidores muy notables. Es ampliamente considerado como una de las mejores instalaciones de MMA en el mundo y ganó la categoría de Mejor Gimnasio en los World MMA Awards en 2016, 2017, 2018 y 2019. Actualmente hay más de 40 afiliados de American Top Team en todo el mundo que representan el estandarte de ATT.
En 2021, Lambert y American Top Team comenzaron a aparecer regularmente para la promoción de lucha libre profesional All Elite Wrestling, aliándose con Ethan Page y Scorpio Sky, con los luchadores de UFC Andrei Arlovski, Junior Dos Santos, Jorge Masvidal y Paige VanZant, entre otros, haciendo apariciones.. American Top Team había hecho previamente apariciones menores en Impact Wrestling en 2017 y 2018 como parte de una historia en la que el luchador de ATT y luchador profesional Bobby Lashley dejó la lucha libre (en kayfabe ) para concentrarse en su carrera de MMA.

## Luchadores notables
- Yaroslav Amosov[11]
- Andrei Arlovski[12]
- Junior Dos Santos
- Joanna Jędrzejczyk
- Tyron Woodley
- Movsar Evloev
- Dustin Poirier
- Kayla Harrison
- Santiago Ponzinibbio
- Thiago Alves
- Jorge Masvidal
- Colby Covington
- Bo Nickal
- Yoel Romero
- Thiago Santos
- Renato Moicano
- Mateusz Gamrot
- Paige VanZant
- Glover Teixeira
- Arman Tsarukyan
- Alexandre Pantoja

## Premios
- Mundial MMA Premios
  - 2016 Gimnasio del Año[12]
  - 2017 Gimnasio del Año[11]
  - 2018 Gimnasio del Año[13]
  - 2019 @– julio 2020 Gimnasio del Año[14] ^
  - 2021 Gimnasio del Año[15] ^
- Voting period for 2019 awards ran from January 2019 to July 2020 due to the COVID-19 pandemic. Subsequently, the voting period for 2021 awards ran from July 2020 to July 2021.